# Kordiljera del Paine
Kordiljera del Paine je majhna gorska skupina v narodnem parku Torres del Paine v čilski Patagoniji. Je 280 km severno od Punta Arenasa in približno 1960 km južno od čilske prestolnice Santiago de Chile. Spada v občino Torres del Paine v provinci Última Esperanza regije Magallanes y Antártica Chilena. Ni bilo objavljenih nobenih točnih raziskav in objavljene višine so bile resno napihnjene, zato je večina višin na tej strani približna.  Paine pomeni 'modro' v domačem Tehuelche (Aonikenk) jeziku in se izgovarja PIE-nay. 

## Vrhovi
Najvišji vrh območja je Cerro Paine Grande na 50°59′56″S 73°05′43″W / 50.99889°S 73.09528°W. Dolgo časa je bila njegova višina 3050 m ali 3251 m, avgusta 2011 pa se je že tretjič spremenila, izmerjena z uporabo GPS naj bi znašala 2884 m. 
Najbolj znani in najbolj spektakularni vrhovi so Trije stolpi - Torres del Paine, 50°57′09″S 72°59′23″W / 50.95250°S 72.98972°W).
Južni stolp - Torre Sur ali D'Agostini (okoli 2500 m na 50°57′33″S 72°59′42″W / 50.95917°S 72.99500°W) v dobrih klimatskih pogojih je viden z južne strani masiva, med stolpi in goro Almirante Nieto. Prvi vzpon je izvedla italijanska ekspedicija, ki jo je vodil Armando Aste.
Centralni stolp – Torre Central  (2460 m) je prvič 16. decembra 1963 osvojila britanska dvojica Chris Bonington in Don Whillans in 
Severni stolp – Torre Norte' ali Monzino (okoli 2260 m) je prvi preplezal Guido Monzino.
Drugi vrhovi so  Cuerno Principal, okoli 2100 m in Cerro Paine Chico, ki je običajno pravilno citiran na približno 2650 m.

## Geologija
Območje je sestavljeno iz rumenkastega granita, ki ga podriva sivi gabro-dioritni lakolit in sedimentne kamnine, ki jih intrudirajo, globoko erodirane od ledenikov. Strme, svetlo obarvana pročelja so erodirana iz trših, vertikalno spojenih granitnih kamnin, medtem ko so vznožja in temne skale vrhov sedimentne zemeljske kamnine, v tem primeru je fliš deponiran v kredi in pozneje pregibane. 
Radiometrična starost kvarčnega diorita pri Cerro Painu je 12 ± 2 milijona let po metodi rubidij-stroncija in 13 ± 1 milijon let z metodo kalijevega argona . Natančnejše starosti 12,59 ± 0,02 in 12,50 ± 0,02 milijona let za najzgodnejše in najnovejše ugotovljene faze intruzije so bile dosežene z uporabo metode za datiranje U/Pb pri posameznih cirkonijevih kristalih . Bazalni gabro in diorit sta bila s podobno tehniko datirana na 12.472 ± 0.009 do 12.431 ± 0,006 milijonov let . Tako je bila magma intrudirana in kristalizirana nad 162 ± 11 tisoč let v pret6eklosti. Visoka ločljivost in odlična 3-D izpostavljenost lakolita in njegov navpični sistem omogočata natančno rekonstrukcijo zgodovine fosilne magme Torres del Paine. 

## Pohodništvo
Narodni park Torres del Paine - območje 2400 km² - je Unesco leta 1978 razglasil za biosferni rezervat in je priljubljena destinacija za pohodništvo. Obstajajo jasno označene in dobro vzdrževane poti in številni objekti, ki nudijo zavetje in osnovne storitve.
Pohodniki se lahko odločijo za enodnevni izlet, da si ogledajo stolpe, v približno petih dneh se sprehodijo po priljubljeni poti »W« ali pa prehodijo celoten krog v 8-9 dneh.
Pot "W" je daleč najbolj priljubljena in je označena kot oblikovana pot. Pohodniki začnejo in končajo na eni od osnovnih točk "W" in vsakega od treh krakov prehodijo kot dnevni pohod. Pet točk W, od zahoda proti vzhodu, so:
- Ledenik Grey, velik ledenik, ki odteka v istoimensko jezero. Kamp je na voljo poleg Refugio Gray.
- Refugio Paine Grande je ob jezeru Pehoé. Ta stran ponuja dobre poglede na »roglje« Torres del Paine.
- Valle del Francés (Francoska dolina), ki je pogosto ocenjena kot najbolj razgledna pokrajina v celotnem parku. Pot vodi v snežno slepo krnico, kjer je vidnih nekaj manjših ledenikov.
- Hotel Las Torres, velik hotel ob vznožju gora.
- Torres del Paine sam, velika skalna formacija nad majhnim jezerom, visoko v gorah

Daljši pohod vključuje vse znamenitosti "W", in se izogne največji hoji nazaj, saj povezuje ledenik Gray in Torres del Paine okoli hriba.
Čolni in avtobusi zagotavljajo prevoz med Hotelom Las Torres, Refugio Paine Grande in vhodom v park pri laguni Amarga.
To je narodni park, zato pohodniki ne smejo zaviti s poti. Kampiranje je dovoljeno samo v določenih kampih, v celotnem parku pa je prepovedano kurjenje ognja.

## Turistične družbe
- FlashpackerConnect
  - Lokalni organizator specializiran za majhne skupine
- Cascada Travel
  - Družba za upravljanje po celotnem Čilu
- Chile Tour
  - Tour operator v Puerto Natales